# Корневая губка
Гетеробазидион многолетний, или корневая губка (лат. Heterobasidion annosum) — вид базидиомицетовых грибов (Basidiomycota) семейства Бондарцевиевые (Bondarzewiaceae).

## История наименования и синонимия
Впервые корневая губка описана в 1821 году Элиасом Фрисом, под названием Polyporus annosum. В 1874 году немецкий лесовод Теодор Гартиг связал гриб с болезнями хвойных и переименовал его в Heterobasidion annosum; это название теперь и применяется для обозначения вида.

## Описание

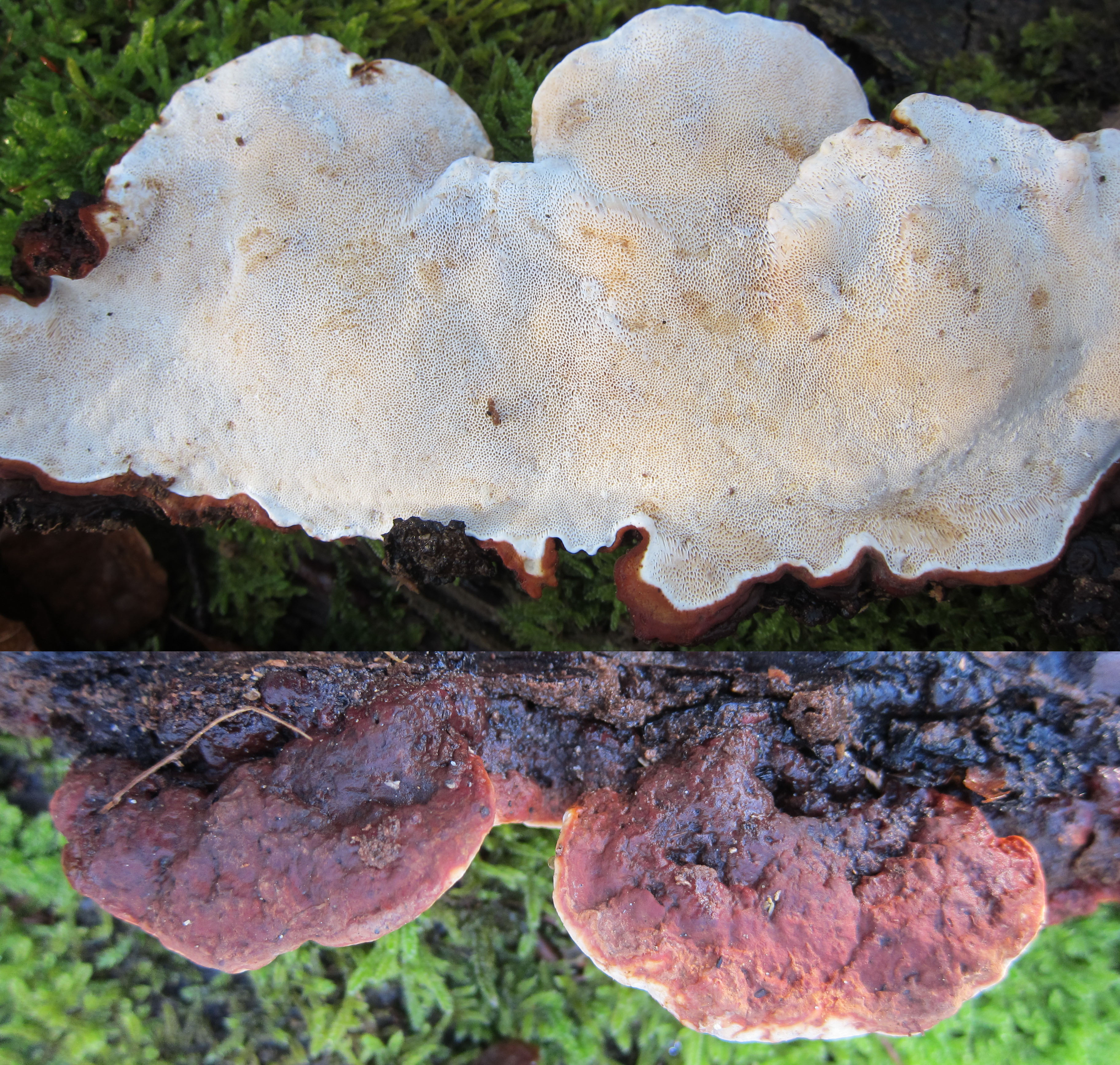
Вид снизу и сверху

Плодовое тело шириной 5—20 см длиной и толщиной 0,5—2—3,5 см, пробковатое до деревянистого, многолетнее, различной формы, обычно распростёртое или распростёрто-отогнутое. Трама 0,2—0,5 см и иногда до 1 см толщиной, пробковатая, пробковато-деревянистая до деревянистой, бледноватая до бледно-охряной. Трубочки 1—10 см длины в одном ежегодно нарастающем слое, беловатые до светло-охряных. Поры от круглых до угловатых и неправильных, числом 2—5 на 1 мм, поверхность трубчатого слоя беловатая до светло-охряной. Споры эллипсоидальные, яйцевидные или почти шаровидные, немного приплюснутые, с коротко оттянутым основанием, бесцветные.

## Распространение и экология
Корневая губка распространена на территории Северного полушария (Северная Америка и Евразия). Является экономически значимым патогенным грибом приблизительно 200 различных видов хвойных и крепкоствольных лиственных пород из 31 рода. Гриб поражает породы родов — пихта, клён, лиственница, яблоня, сосна, ель, тополь, груша, дуб, секвойя и тсуга; чаще всего встречается на голосемянных.
Вызывает типичную напенную внутреннюю гниль коррозионного типа, которая распространяется вверх по стволу на 0,25—6,5 м. Заражение происходит через поранения в зоне корневой шейки и на корнях, куда попадают споры. Также заражение может происходить при соприкосновении корней больных и здоровых деревьев. Наибольшая заражённость деревьев наблюдается в более старых насаждениях, хотя корневая губка поражает и молодые деревья, приводя к их быстрой гибели.

## Химический состав
В составе гриба найдены противоопухолевые вещества.

## Меры борьбы
Стратегии борьбы с корневой гнилью вызываемой корневой губкой включают лесотехнические мероприятия, химические и биологические методы. Извлечение пней зараженных деревьев и просеивание грунта с целью удаления тонких корней позволяет избежать распространения гриба. Из химических методов эффективны мочевина и бораты. Из биологических методов борьбы используется заселение пней грибом Phlebiopsis gigantea (Fr.) Jül.